# Tečovice
Tečovice – gmina w Czechach, w powiecie Zlín, w kraju zlińskim. Według danych z dnia 1 stycznia 2012 liczyła 1282 mieszkańców.
W latach 1961–1990 miejscowość była częścią miasta Zlin.